# Desulfovibrional
Els Desulfovibrionales són un ordre de Proteobacteria, conté quatre famílies. Com tots els proteobacteris, són gram-negatius. La majoria són bacteris que redueixen el sulfat, amb l'excepció del gènere Lawsonia i Bilophila. Tots els membres d'aquest ordre són organismes anaeròbics estrictes. La majoria de les espècies són mesòfils, n'hi ha de moderadament termòfils.